# 최인혁
최인혁(1994년 2월 23일~)은 대한민국의 유도 선수이다. 2018년 세계 유도 선수권 대회에서 혼성 단체전 동메달을 획득했다.